# I sans point accent grave
À ne pas confondre avec Ì.
Ì (minuscule : ì), appelé I sans point accent grave, est une lettre latine utilisée dans l’écriture du tlicho.
Il s’agit de la lettre I sans point diacritée d’un accent grave. Elle n’est pas à confondre avec le I accent grave ‹ Ì, ì › qui a généralement une forme identique.

## Représentations informatiques
Le I sans point accent grave peut être représenté avec les caractères Unicode suivants  (latin de base, latin étendu – A, diacritiques) :
| formes    | représentations | chaînes de caractères | points de code | descriptions                                       |
| --------- | --------------- | --------------------- | -------------- | -------------------------------------------------- |
| capitale  | Ì               | I◌̀                    | U+0049 U+0300  | lettre majuscule latine i diacritique accent grave |
| minuscule | ı̀               | ı◌̀                    | U+0131 U+0300  | lettre minuscule latine i diacritique accent grave |